# Nate Watt
Nate Watt (Denver, 6 d'abril de 1889 - Woodland Hills (Los Angeles), 26 de maig de 1968) va ser un director de cinema estatunidenc. Va dirigir 30 pel·lícules entre 1916 i 1961.

## Filmografia parcial
- The Torch Bearer (1916) (actor)
- The Man Who Would Not Die (1916)
- What Women Love (com Nate C. Watt) (1920)
- The Mad Whirl  (1925; assistent del director)
- Res de nou a l'oest (All Quiet on the Western Front) (1930; assistent del director)
- Hopalong Cassidy Returns (1936)
- Trail Dust (1936)
- Mariners of the Sky (1936)
- Carnival Queen (1937)
- Rustlers' Valley (1937)
- North of the Rio Grande (1937)
- Hills of Old Wyoming (1937)
- Borderland (1937)
- Three Men in a Tub (1938, curt)
- The Awful Tooth (1938, curt)
- Law of the Pampas (1939)
- Oklahoma Renegades (1940)
- Frontier Vengeance (1940)
- Fiend of Dope Island (1961)